# Talpa (pel·lícula)
Talpa és una pel·lícula mexicana de 1956, dirigida per Alfredo B. Crevenna, protagonitzada per Víctor Manuel Mendoza, Lilia Prado i Jaime Fernández. Amb adaptació d'Edmundo Báez del conte homònim de Juan Rulfo. Va participar al 9è Festival Internacional de Cinema de Canes de 1956.

## Sinopsi
La història de dos germans. Tanilo, el major, és un home de família responsable. Esteban és tot el contrari. Quan Tanilo cau malalt, a Esteban li toca encarregar-se de la ferreria de la família. Esteban comença una relació adultera amb la dona de Tanilo i això els porta conseqüències.

## Repartiment
- Víctor Manuel Mendoza - Tanilo Santos
- Lilia Prado - Juana
- Jaime Fernández - Esteban
- Leonor Llausás - La presumida
- Hortensia Santoveña - La mère

## Premis
Premi Ariel (1957)
| Categoria                  | Persona               | Resultat  |
| -------------------------- | --------------------- | --------- |
| Millor Pel·lícula          | Millor Pel·lícula     | Nominada  |
| Millor Actor               | Víctor Manuel Mendoza | Guanyador |
| Millor Actriu              | Lilia Prado           | Nominada  |
| Millor Coactuació Femenina | Hortensia Santoveña   | Nominada  |
| Millor Guió Adaptat        | Edmundo Báez          | Nominat   |
| Millor Edició              | Gloria Schoemann      | Nominada  |
| Millor Fotografia          | Rosalío Solano        | Guanyador |
| Millor So                  | Luis Fernández        | Guanyador |
| Millor Música              | Lan Adomián           | Nominat   |
| Millor Escenografia        | Salvador Lozano Mena  | Guanyador |
| Millor Actriu de Quadre    | Leonor Llausás        | Nominada  |